# Lisa Lopes
Lisa Nicole Lopes (Filadélfia, 27 de maio de 1971 — La Ceiba, 25 de abril de 2002) mais conhecida por seu nome artístico, Left Eye, foi uma rapper, cantora, compositora, produtora e dançarina norte-americana. Lopes era mais conhecida como uma das elementos do trio feminino TLC, ao lado de Tionne "T-Boz" Watkins e Rozonda "Chilli" Thomas. Além de cantar e cantar vocais de fundo nas gravações do TLC, Lopes foi uma das forças criativas por trás do grupo. Ela recebeu mais créditos de co-escrita do que as outras membros. Ela também criou as roupas e encenações para o grupo e contribuiu para a imagem do mesmo, títulos de álbuns, obras de arte e vídeos de música. Através de seu trabalho com o TLC, Lopes ganhou quatro prêmios Grammy.
Durante sua curta carreira solo, Lopes fez dois singles top 10 em seu país de origem, sendo estes "Not Tonight" e "U Know What's Up", além de um single número um no Reino Unido com "Never Be the Same Again", com a cantora-compositora britânica Melanie C. Ela também produziu o girl group Blaque, que rendeu um álbum de platina e dois top 10 nos Estados Unidos. Lopes continua sendo a única integrante do TLC a ter lançado um álbum solo. Em 25 de abril de 2002, Lopes foi morta em um acidente de carro durante uma viagem com sua irmã e outras pessoas. Ela saiu da estrada para evitar bater em outro veículo e foi jogada do veículo, causando uma morte instantânea. Ela estava trabalhando em um documentário no momento de sua morte, que foi lançado como The Last Days of Left Eye e foi ao ar no VH1 em maio de 2007.

## Biografia
Lopes nasceu em 1971 na Filadélfia, Pensilvânia, filha de Wanda Denise (nascida Andino), costureira, e Sr. Ronald Lopes, sargento do Exército dos EUA. Era descendente de cabo-verdianos, portugueses e afro-americanos. Ela tinha um irmão mais novo, Ronald Jr., e uma irmã mais nova, Raina Anitra (que profissionalmente trabalha com Reigndrop). Lopes disse que seu pai era "muito rigoroso, muito dominador" e que ele tratava a família como se eles estivessem em um "campo de treinamento". Ele também era um "músico talentoso" e tocava gaita, clarinete, piano e saxofone.
Os pais de Lopes se separaram quando ela ainda estava na escola e ela foi criada por sua avó paterna nos últimos anos de sua infância. Ela começou a brincar com um teclado de brinquedo aos cinco anos de idade, e depois compôs suas próprias músicas. Aos 10 anos, ela formou o trio musical The Lopes Kids com seus irmãos, com quem ela cantou música gospel em eventos e igrejas locais. Ela frequentou a Philadelphia High School para garotas.

## Carreira

### 1990–2002: TLC
Com 19 anos de idade, tendo ouvido falar de um casting aberto para um novo girl group através de seu então namorado, Lopes se mudou para Atlanta para fazer um teste. Originalmente começando como um trio feminino chamado 2nd Nature, o grupo foi renomeado para TLC, derivado das primeiras iniciais de seus membros na época: Tionne, Lisa e Crystal. As coisas não deram certo com Crystal Jones, e a empresária do TLC, Perri "Pebbles" Reid, trouxe a dançarina de backup de Damian Dame, Rozonda Thomas como terceiro membro do grupo. Para preservar o nome original da banda, Rozonda precisava de um nome começando com C, e assim se tornou Chilli, um nome escolhido por Lopes. Companheira de banda Tionne Watkins tornou-se T-Boz, derivado da primeira letra de seu primeiro nome e "Boz" (gíria para "chefe"). Lopes foi renomeada como "Left Eye" após um elogio de um homem que uma vez disse a ela que estava atraído por ela por causa de seu olho esquerdo. Lopes enfatizou seu apelido usando um par de óculos com a lente esquerda coberta com um preservativo, de acordo com a promoção de sexo seguro do grupo, usando uma faixa preta sob o olho esquerdo e acabando por deixar a sobrancelha esquerda perfurada.
O grupo chegou à cena musical em 1992 com o álbum Ooooooohhh... On the TLC Tip. Com quatro singles, vendeu seis milhões de cópias em todo o mundo, levando o grupo a se tornar um nome familiar. Dois anos depois, CrazySexyCool foi lançado, vendendo mais de 23 milhões de cópias em todo o mundo, e consolidou o TLC como um dos maiores grupos femininos de todos os tempos. O terceiro álbum do TLC, FanMail, foi lançado em 1999 e vendeu mais de 14 milhões de cópias em todo o mundo. Seu título foi uma homenagem aos fãs leais do TLC e o encarte continha os nomes de centenas deles como um "obrigado".
Durante a gravação do FanMail, um conflito público começou entre as membros do grupo. Na edição de maio de 1999 da revista Vibe, Lopes disse: "Eu me formei nessa era. Não posso ficar 100% por trás desse projeto do TLC e da música que supostamente deveria me representar." Em resposta aos comentários de Lopes, Watkins e Thomas declararam à Entertainment Weekly que Lopes "não respeita todo o grupo" e "Left Eye está preocupado apenas com ela mesma". Em resposta, Lopes enviou uma resposta através da Entertainment Weekly, emitindo um "desafio" a Watkins e Thomas para lançarem álbuns solo e deixar o público decidir quem era a "melhor" membro do TLC:
Eu desafio Tionne Watkins (T-Boz) e Rozonda Thomas (Chilli) para um álbum intitulado "The Challenge" ... um conjunto de 3 CDs que contém três álbuns solo. Cada [álbum] ... será lançado até gravadora até 1º de outubro de 2000 ... Eu também desafio o Austin 'The Manipulator' de Dallas a produzir todo o material e fazê-lo em uma fração de sua taxa normal. Quando penso nisso, tenho a certeza que a LaFace não se importaria em dar um prêmio de 1,5 milhões de dólares a vencedora.
T-Boz e Chilli se recusaram a aceitar o desafio, embora Lopes sempre afirmasse que era uma ótima ideia. As coisas foram aquecidas entre as cantoras por algum tempo, com Thomas falando contra Lopes, chamando-a de "egoísta", "má" e "sem coração". TLC, em seguida, abordou essas lutas dizendo que elas são muito parecidas como irmãs que têm suas divergências de vez em quando, como Lisa declarou: "É mais profundo do que um relacionamento de trabalho. Temos sentimentos uma pela outra, e é por isso que estamos brava uma com a outra. Costumo dizer que você não pode odiar alguém a menos que você ame. Então, nós nos amamos. Esse é o problema."

### Carreira Solo
Em 1998, Lopes julgou a curta série da MTV, The Cut, na qual um punhado de pop stars, rappers e bandas de rock competiam uns contra os outros na frente dos juízes. Vencedor do show, que acabou por ser um duo rap masculino-feminino chamado de Silky, foi prometido um contrato de gravação e de financiamento para a produção de um videoclipe, que então entraria na MTV. A então desconhecida Anastacia terminou em terceiro lugar, mas acabou conseguindo um contrato de gravação depois que Lopes e os três juízes do show ficaram impressionados com sua performance.
Após o lançamento do FanMail, Lopes começou a expandir sua carreira solo. Ela se tornou um rapper em destaque em vários singles, incluindo "Never Be the Same Again", da Spice Girl Melanie C, que liderou as paradas em 35 países, incluindo o Reino Unido. Ela também foi destaque em "U Know What's Up", o primeiro single do segundo álbum de Donell Jones, Where I Wanna Be e ela cantou um verso em "Space Cowboy" com NSYNC em seu álbum de 2000, No Strings Attached. Em 4 de outubro de 2000, Lopes foi co-anfitrião do Reino Unido, MOBO Awards com Trevor Nelson, onde ela também apresentou "U Know What's Up" com Jones. Ela também colaborou em "Gimme Some" de Toni Braxton para seu álbum The Heat de 2000. Ela já havia participado da música "How Do You Like It", de Keith Sweat. Em 2001, ela apareceu em um comercial para a Gap. Em julho de 2001, Lopes apareceu na edição dos cantores de Who Wants to Be a Millionaire, juntamente com Joey McIntyre, Tyrese, Nick Lachey e Lee Ann Womack. Ela deixou cair a pergunta de US$ 125 000 e ganhou US$ 32 000 para sua caridade. Após sua morte em 2002, o episódio em que ela apareceu foi mostrado e foi dedicado a ela.
Lopes criou "Left Eye Productions" para descobrir novos talentos. Ela orientou o trio de R&B Blaque, e ajudou-os a garantir um contrato de gravação com a Columbia Records. Seu álbum de estreia auto-intitulado foi produzido por Lopes, que também fez uma aparição em seu videoclipe "808" e também bateu em seu segundo videoclipe "I Do". Lopes também estava desenvolvendo e promovendo outra nova banda chamada Egypt. Eles trabalharam com Lopes em seu segundo álbum sob o novo apelido, N.I.N.A., que significa Nova Identidade Não Aplicável.
Em 1996, Lopes criou o UNI Studios com o objetivo de gravar projetos solo. A família de Lopes abriu o estúdio para o público. Seu irmão Ronald é o gerente geral do estúdio. Lopes sonhava em fazer com que novos artistas gravassem música a baixo custo, em um estúdio de alta qualidade em sua casa. Sua família continua a operá-lo e preenchê-lo com novos equipamentos.
Lopes passou grande parte do seu tempo livre após a conclusão da primeira turnê do TLC, a FanMail Tour, gravando seu primeiro álbum solo, Supernova. Inclui uma canção intitulada "A New Star is Born", que é dedicada ao seu falecido pai. Ela disse à MTV News:
Essa faixa é dedicada a todos aqueles que têm entes queridos que morreram. Está dizendo que não existe morte. Podemos chamá-lo de transformação por falta de palavras melhores, mas, como os cientistas diriam, "todo átomo que já foi uma estrela está agora em você". Está no seu corpo. Então, na música eu acompanho essa ideia. ... Eu não me importo com o que acontece ou o que as pessoas pensam sobre a morte, não importa. Todos nós compartilhamos o mesmo espaço.
Outras faixas cobriam outros assuntos pessoais, incluindo o relacionamento dela com o jogador de futebol americano da NFL, Andre Rison. Em 1994, antes do início da quinta e última temporada de Rison com os Falcons, Lopes acidentalmente incendiou a mansão de Rison em Atlanta. Entre as 13 faixas do álbum havia também um dueto póstumo com Tupac Shakur, que foi montado a partir do grande acervo de gravações inéditas feitas antes de seu assassinato em 1996. Inicialmente programado para ser lançado em data que coincide com o 11º aniversário da morte de seu avô, Arista Records decidiram atrasar e depois cancelar o lançamento americano. O álbum acabou sendo lançado em agosto de 2001 em vários países estrangeiros. A importação do Japão inclui uma faixa bônus chamada "Friends", que seria posteriormente testada para "Give It to Me While It Hot" no quarto álbum do TLC, 3D.
Depois de inúmeras conversas com Suge Knight, CEO da Death Row Records, Lopes cortou seu contrato solo com Arista (apesar de permanecer assinada como membro da TLC) e assinou com a Tha Row Records em janeiro de 2002, com a intenção de gravar um segundo álbum solo. o pseudônimo "NINA" (nova identidade não aplicável). Ela estava gravando com David Bowie para o projeto, a quem ela também estava tentando se envolver com o quarto álbum do TLC. O projeto também incluiu várias músicas gravadas com Ray J, juntamente com a amiga Missy Elliott. Após a morte de Lopes em abril de 2002, a Death Row Records ainda tinha planos para completar e lançar o álbum (inacabado na época da morte de Lopes) em outubro de 2002, mas o álbum foi cancelado por razões desconhecidas. Em 2011, algumas faixas do álbum foram postadas no YouTube com artistas da Tha Row Records. As canções inéditas de Lopes também foram testadas pelo TLC para seu quarto álbum 3D depois que ela morreu. Outra faixa, "Too Street 4 TV" (com Danny Boy), foi lançada na trilha sonora do filme Dysfunktional Family de 2003.
Em 2008, a família de Lopes decidiu trabalhar com produtores do Surefire Music Group para criar um álbum póstumo em sua homenagem, Eye Legacy. Originalmente programado para ser lançado em 28 de outubro de 2008, a data de lançamento foi adiada para 11 de novembro e 27 de janeiro de 2009. A música 'Neva Will Eye Eva' e 'Crank It', ambos os recursos, foram co-produzidos por Lopes e sua irmã Reigndrop Lopes. O primeiro single oficial do álbum, "Let's Just Do It", foi lançado em 13 de janeiro de 2009 e conta com Missy Elliott e TLC. O segundo single oficial, "Block Party", conta com Lil Mama e Clyde McKnight. O álbum consiste em grande parte de versões retrabalhadas de faixas do álbum Supernova. Em novembro de 2009, Forever... The EP foi lançado e continha faixas bônus internacionais não usadas no álbum Eye Legacy. O EP só estava disponível para download. Uma faixa inédita com Lopes foi enviada para o SoundCloud na véspera do aniversário de 10 anos de sua morte pela Block Starz Music.

## Vida pessoal
Lopes foi muitas vezes direta sobre sua vida pessoal e passado difícil. Ela admitiu prontamente que tinha vindo de um contexto alcoólico abusivo e lutou contra o alcoolismo. Esses problemas se tornaram manchetes em 1994, quando ela ateou fogo aos tênis de Andre Rison em uma banheira, que acabou se espalhando para a mansão que eles dividiam e ocorreu um incêndio. Ela alegou que Rison tinha batido nela depois de uma noitada, e ela ateou fogo em seus sapatos para voltar para ele, mas que queimando a casa foi um acidente. Lopes revelou mais tarde que ela não tinha muita liberdade dentro do relacionamento e que Rison abusou dela emocionalmente e fisicamente; ela disse que liberou suas frustrações sobre o relacionamento na noite do incêndio.
Lopes foi condenada a cinco anos de liberdade condicional e terapia em uma casa de recuperação e nunca foi capaz de abalar o incidente de sua reputação. Seu relacionamento com Rison continuou a virar manchete, com rumores de um casamento iminente, mais tarde desmascarado pela revista People. Lopes revelou no documentário The Last Days of Left Eye que seu encontro com uma mãe em reabilitação deixou uma grande impressão nela. Ela posteriormente adotou a filha de oito anos da mulher. Ela adotou um menino de 12 anos dez anos antes.
Lopes teve várias tatuagens. A mais proeminente era uma grande águia em seu braço esquerdo, que ela dizia representar a liberdade. Mais tarde, ela adicionou o número "80" ao redor da águia, que era o número da NFL de Rison, enquanto em Atlanta. Ela também tinha uma tatuagem de uma lua com um rosto no pé em referência ao apelido de Rison, "Bad Moon". Em seu braço superior direito, havia uma grande tatuagem do nome "Parron" para seu meio-irmão falecido, que morreu em um acidente de barco, arqueando-se sobre uma grande tatuagem de um coração perfurado. Sua menor tatuagem estava em sua orelha esquerda e consistia de uma flecha apontando para a esquerda sobre o símbolo de um olho, uma referência ao seu apelido.
Aproximadamente duas semanas antes de sua morte, Lopes foi passageira em um acidente de trânsito que resultou na morte de um menino hondurenho de 10 anos. Conforme relatado no Philadelphia Weekly, "é comum que as pessoas percorram as estradas que passam por Honduras, e muitas vezes é difícil ver os pedestres". O menino, Bayron Isaul Fuentes Lopez, seguia atrás de seus irmãos e irmãs quando desceu da faixa mediana e foi atingido por uma van dirigida por Stephanie, assistente pessoal de Lopes. A festa de Lopes parou e colocou o garoto no carro, e Lopes "embalou a cabeça ensanguentada do menino moribundo em seus braços", enquanto "alguém lhe fez respiração boca-a-boca quando o levaram para um hospital próximo". Ele morreu no dia seguinte. Lopes pagou aproximadamente US$ 3 700 para suas despesas médicas e funeral, e ela deu à família cerca de US$ 925 para custos adicionais, embora aparentemente tenha sido acordado pelas autoridades e pela família do menino que sua morte foi uma "tragédia imprevisível" e a culpa não foi colocada no motorista da van ou Lopes. No documentário The Last Days of Left Eye, Lopes é mostrada escolhendo um caixão para a criança de uma casa funerária local. Mais cedo no documentário, Lopes mencionou que ela sentiu a presença de um "espírito" a segui-la, e ficou impressionada com o fato de que a criança morta no acidente compartilhou um sobrenome semelhante, mesmo pensando que o espírito pode ter cometido um erro tirando a vida dele em vez da dela.

## Morte e legado

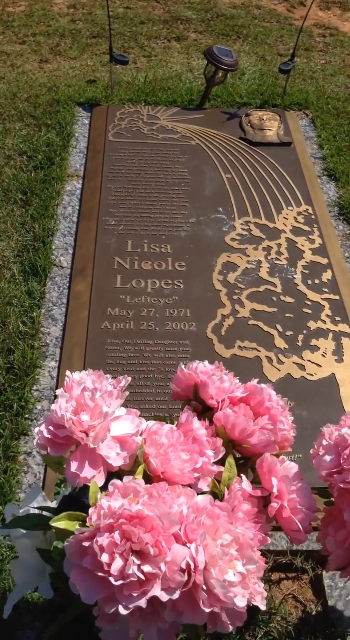
O túmulo onde Lisa Lopes se encontra sepultada, em Hillandale Memorial Gardens.

Em 25 de abril de 2002, na cidade de La Ceiba, Honduras, enquanto dirigia um Mitsubishi Pajero Sport alugado, Lopes desviou ligeiramente para evitar um caminhão (não está claro se o caminhão estava em movimento lento ou parado) e imediatamente para a direita, enquanto tentava evitar um carro que se aproximava. O veículo rolou várias vezes depois de bater em duas árvores, jogando Lopes e três outras para fora das janelas, e finalmente descendo em uma vala ao lado da estrada. Lopes morreu instantaneamente de lesões no pescoço e traumatismo craniano grave, e foi a única pessoa fatalmente ferida no acidente. Ela tinha 30 anos de idade. Um homem de câmera no banco do passageiro da frente estava filmando na hora, então os últimos segundos que levaram ao desvio que resultaram no acidente fatal foram gravados em vídeo. Sua irmã Reigndrop Lopes estava no veículo e sobreviveu à colisão.
O funeral de Lopes foi realizado na Igreja Batista Missionária Novo Nascimento, em Lithonia, Geórgia, em 2 de maio de 2002. Milhares de pessoas compareceram. Gravado em seu caixão foram as letras de sua parte de "Waterfalls", afirmando "Sonhos são aspirações sem esperança, na esperança de se tornar realidade, acredite em si mesmo, o resto é para mim e para você". Lopes foi enterrada em Hillandale Memorial Gardens, em Lithonia.
Em comunicado à MTV, o produtor Jermaine Dupri lembrou Lopes: "Ela estava determinada a ser algo na vida. Ela era uma verdadeira estrela do rock. Ela não se importava com a imprensa. Ela era a estrela do rock fora do grupo. Ela era a que amaldiçoaria na TV. Ela tinha as tatuagens. Você poderia esperar o inesperado. Quando você via Lisa, você poderia esperar algo dela. Esse é o presente que ela carregava."
Um documentário mostrando os 27 dias finais da vida de Lopes, intitulado The Last Days of Left Eye (pt: Os Últimos Dias da Left Eye), estreou no Atlanta Film Festival em abril de 2007, para uma platéia que incluiu muitos dos contemporâneos de Lopes, incluindo Monica, Ronnie DeVoe, 112, Big Boi, India.Arie e CeeLo Green. O VH1 e o VH1 Soul transmitiram o documentário em 19 de maio de 2007. Grande parte das filmagens foi filmada com uma câmera de mão, muitas vezes na forma de entradas de diário filmadas por Lopes durante um retiro espiritual de 30 dias. em Honduras com a irmã Reigndrop, o irmão Ronald e membros do grupo de R&B do Egypt. Nestas entradas, ela refletiu sobre sua vida pessoal e carreira. Um lado mais calmo de sua personalidade estava em exibição, mostrando interesses em numerologia e yoga. Ela estava no processo de criação de um centro educacional para crianças hondurenhas em 80 acres (32 ha) de terra que ela possuía, chamada CAMP YAC, bem como outro centro chamado CREATIVE CASTLE.
Em 2003, pouco depois da morte de Lopes, sua família fundou a Fundação Lisa Lopes, um grupo de caridade dedicado a proporcionar aos jovens negligenciados e abandonados os recursos necessários para aumentar sua qualidade de vida. Seu lema espiritual era aquele usado para sua fundação: "A energia nunca morre ... apenas se transforma". A sua fundação foi para várias aldeias subdesenvolvidas e distribuiu roupas novas para crianças carentes e suas famílias. Em agosto de 2007, a fundação realizou um leilão de caridade, vendendo itens doados por celebridades. Ele arrecadou aproximadamente US$ 5 000 para o Hogar de Amor ("Lar do Amor"), um orfanato em Honduras. Em 2012, a fundação começou a sediar um festival anual de música, conhecido como "Left Eye Music Fest", em Decatur.

## Discografia

### Álbuns de estúdio
- Supernova (2001)
- Eye Legacy (2009)

## Filmografia
| Ano  | Título                       | Papel                                              |
| ---- | ---------------------------- | -------------------------------------------------- |
| 1994 | House Party 3                | Sexo como uma arma (com TLC)                       |
| 1995 | Living Single                | Ela mesma                                          |
| 1998 | The Cut                      | Ela mesma (apresentadora)                          |
| 1999 | Cousin Skeeter               | Brenda                                             |
| 2007 | The Last Days of Left Eye    | Ela mesma                                          |
| 2013 | CrazySexyCool: the TLC Story | Ela mesma (arquivo de metragem) (biografia do VH1) |